# Josep Miquel Vila Bastida
Josep Miquel Vila Bastida és un polític, alt funcionari i empresari andorrà que ha estat Cònsol Major del Comú de Sant Julià de Lòria dues vegades, entre els anys 1995 i 1999, sent el primer Cònsol Major elegit després de l'aprovació de la Constitució d'Andorra, i entre el 2015 i el 2019.
La primera vegada com a Cònsol Major fou elegit com a cap de llista de l'Agrupament Nacional Democràtic (AND), obtenint la totalitat dels consellers comunals. En finalitzar la legislatura el 1999, no es tornà a presentar a la reelecció i fou substituït al càrrec per en Joan Pujal Areny, d'Unió Laurediana (UL). Després de les eleccions comunals de 2015 va tornar a ser elegit Cònsol Major com a cap de llista de la formació local Laurèdia en Comú (LeC), assolint-ne 9 dels 12 consellers comunals disponibles i enviant a l'oposició a Unió Laurediana després de prop de vint anys de majories absolutes al comú. A les eleccions comunals de 2019 no es presentà a la reelecció, sent reemplaçat al càrrec per en Josep Majoral Obiols, d'UL.
Son pare, Miquel Vila Bordoll, en fou Cònsol Major de Sant Julià de Lòria entre els anys 1972 i 1973.